# Flambeau du Centre
Flambeau du Centre ist ein burundischer Fußballklub mit Sitz in der Stadt Gitega. Aktuell spielt der Verein in der ersten Liga des Landes, der Ligue A.

## Geschichte
Der Klub wurde im Jahr 2011 gegründet und startete zur Saison 2011/12 in den Spielbetrieb der Ligue B. Nach einigen Jahren gelang nach der Spielzeit 2016/17 dann auch der Aufstieg in die erstklassige Ligue A. In der ersten Saison hier gelang mit 39 Punkten der neunte Platz. Mit den Jahren kletterte man in der Tabelle immer höher und konnte sich schließlich in der Saison 2021/22 erstmals zum Meister krönen.
Auch im Pokal erreichte die Mannschaft in der Saison 2021 und 2022 jeweils das Finale, unterlag in beiden Fällen jedoch dem Bumamuru FC mit 3:1.

## Erfolge
- Burundischer Meister: 2021/22
- Burundischer Pokalsieger: 2025
- Burundischer Pokalfinalist: 2021, 2022, 2024

## Stadion
Der Verein trägt seine Heimspiele im Stade Ingoma in Gitega aus.